# Beirut
 Ikke at forveksle med Beirut (band).
Beirut (arabisk: بيروت  ( hør)) er Libanons hovedstad, største by og vigtigste havneby. Byen har 2.421.354(2023) indbyggere, men 2,1 mio, hvis forstæderne ikke regnes med. Byen er en smeltedigel af folkeslag med både kristne, muslimer (såvel sunnier som shiitter) og drusere.
Beirut er regionens handelsmæssige og finansielle center og har hele 21 universiteter.

## Historie
Beirut blev i 1110 erobret af den vesteuropæiske kong Baudouin I af Kongeriget Jerusalem, og blev derefter omdannet til et lensdømme i korsfarerstaten. Baudouin gav Beirut-lensdømmet i len til sin slægtning Foulques de Guines. Beirut skiftede hænder efter et par årtier under Guines-slægten til Brisebarre-familien. Lensherrene af Beirut førte en række småkrige med deres muslimske naboer i bjergene. Beirut-lensdømmet blev efter et par årtier under Brisebarrerne, solgt til kong Amaury I af Kongeriget Jerusalem. Derefter var byen en del af de kongelige domæner, indtil byen i slutningen af 1180´erne blev erobret af sultan Saladin af Ayyubide-imperiet.
I 1090'erne blev byen tilbageerobret af tyske korsfarere, og Beirut blev endnu engang en del af korsfarernes lille kyststat. Beirut blev givet i len til lensherren Jean I d'Ibelin af den fine Ibelin-familie. Under Jeans herredømme blomstrede byen, og han byggede et prægtigt palads til sig selv i dens midte. Beirut blev en af korsfarerstatens mest indbringende len, og i de næste generationer gik byen og lensdømmet i arv inden for Ibelin-slægten.
I 1270'erne og 80'erne gik store dele af Beirut-lensdømmets bagland tabt til mamelukkerne, og til sidst bestod lensdømmet stort set kun af selve Beirut. I 1291, efter at mamelukkerne havde erobret hovedstaden Acre, valgte vesteuropæerne at evakuere Beirut sammen med de sidste byer langs den libanesisk-syriske kyststrækning.
Beirut blev nu en del af mameluk-imperiet, og i begyndelsen af 1500-tallet kom byen under osmannisk kontrol, da osmannerne erobrede mamelukkernes sultanat.

## Uafhængighed
Efter sammenbruddet af det osmanniske rige efter Første Verdenskrig, blev Beirut sammen med alle andre byer i Libanon henført under det franske Mandat. Libanon opnåede uafhængighed i 1943, og Beirut blev dets hovedstad. Beirut forblev en intellektuel hovedstad af den arabiske verden og en vigtig handels – og turistmæssig centrum indtil 1975, da en voldsom borgerkrig brød ud i Libanon. Beirut blev delt mellem den overvejende muslimske vestlige del og det kristne øst. Det centrale område af byen, der tidligere er målet for mange af de kommercielle og kulturelle aktiviteter, blev et ingen mands land. Mange af byens indbyggere flygtede til andre lande. 
Siden slutningen af krigen i 1990, har Libanons befolkning  genopbygget Beirut til en af de absolut smukkeste byer i verden. I starten af 2006 – Israel – Libanon konflikten havde byen genvundet sin status som en turist, kulturelle og intellektuelle center i Mellemøsten, samt et center for handel, mode og medier. Genopbygningen af downtown Beirut har i vid udstrækning været drevet af Solidere, et udviklings-selskab etableret i 1994 af Rafik Hariri. Beirut er hjemsted for den internationale designer Elie Saab, juveleren Robert Moawad, og at nogle populære satellit-tv-stationer, som LBC, Future TV, New TV og andre. Byen var vært for de asiatiske Club basketball og de asiatiske fodboldmesterskab. Beirut også med succes var vært for Miss Europe festspil otte gange, 1960-1964, 1999, 2001-2002. 
I 2005 blev den tidligere libanesiske premierminister Rafik Hariri dræbt i nærheden af Saint George Bay hotel, som engang var et af verdens fornemste hoteller.
Omkring en million mennesker samledes om en modstandsdemostration i Beirut, en måned efter dødsfaldet af Hariri. "Cederrevolutionen" var den største demonstration i Libanons historie. De sidste syriske tropper trak sig tilbage fra Beirut den 26. april 2005. Begge lande etableret diplomatiske forbindelser den 15. oktober 2008.

### Eksplosioner i 2020
Den 4. august 2020 skete der en større eksplosion i byens havneområde. Eksplosionen ramte med samme kraft som et jordskælv med en styrke på 3,5.

## Kvarterer og sektorer
Beirut er opdelt i 13 kvarterer:
- Achrafieh
- Ain El Mreisse
- Bachoura
- Beirut Central District
- Mazra'a
- Medawar
- Minet El Housn
- Moussaytbeh
- Port
- Ras Beirut
- Rmeil
- Saifé
- Zoukak el-Blatt

Fire af de tolv officielle palæstinensiske flygtningelejre i Libanon er beliggende i Beirut: Burj El-Barajneh, Dbayeh, Mar Elias, og Shatila. Af de femten uregistrerede eller uofficielle flygtningelejre, Sabra, der ligger ved siden af Shatila, er også beliggende i Beirut.

## Klima
| Vejr for Beirut, Libanon                                                                 | Vejr for Beirut, Libanon | Vejr for Beirut, Libanon | Vejr for Beirut, Libanon | Vejr for Beirut, Libanon | Vejr for Beirut, Libanon | Vejr for Beirut, Libanon | Vejr for Beirut, Libanon | Vejr for Beirut, Libanon | Vejr for Beirut, Libanon | Vejr for Beirut, Libanon | Vejr for Beirut, Libanon | Vejr for Beirut, Libanon | Vejr for Beirut, Libanon |
|                                                                                          | Jan                      | Feb                      | Mar                      | Apr                      | Maj                      | Jun                      | Jul                      | Aug                      | Sep                      | Okt                      | Nov                      | Dec                      | År                       |
| ---------------------------------------------------------------------------------------- | ------------------------ | ------------------------ | ------------------------ | ------------------------ | ------------------------ | ------------------------ | ------------------------ | ------------------------ | ------------------------ | ------------------------ | ------------------------ | ------------------------ | ------------------------ |
| Gennemsnitlig maks °C                                                                    | 17,4                     | 17,5                     | 19,6                     | 22,6                     | 25,4                     | 27,9                     | 30                       | 30,7                     | 29,8                     | 27,5                     | 23,2                     | 19,4                     | 24,25                    |
| Gennemsnitlig °C                                                                         | 14                       | 14                       | 16                       | 18,7                     | 21,7                     | 24,9                     | 27,1                     | 27,8                     | 26,8                     | 24,1                     | 19,5                     | 15,8                     | 20,87                    |
| Gennemsnitlig min °C                                                                     | 11,2                     | 11                       | 12,6                     | 15,2                     | 18,2                     | 21,6                     | 24                       | 24,8                     | 23,7                     | 21                       | 16,3                     | 12,9                     | 17,71                    |
| Gennemsnitlig nedbør mm                                                                  | 15                       | 12                       | 9                        | 5                        | 2                        | 0                        | 0                        | 0                        | 1                        | 4                        | 8                        | 12                       | 68                       |
| Kilde (2016): "Climate of Beirut" Kilde: Weather and Climate (Погода и климат) (russisk) |                          |                          |                          |                          |                          |                          |                          |                          |                          |                          |                          |                          |                          |

## Kendte født i Beirut
- Keanu Reeves, skuespiller (Bosiddende i Canada)
- Serj Tankian, forsanger i System of a Down (Bosiddende i USA)
- Mika, sanger (Bosiddende i England)
- Mona Hatoum, kunstner
- Khalil Gibran, poet (Døde i USA i 1931)
- Amin Maalouf, forfatter
- Hassan Nasrallah, generalsekretær i Hizbollah-bevægelsen